# Mazda Telecom Delivery
 (mai 2019).
Si vous disposez d'ouvrages ou d'articles de référence ou si vous connaissez des sites web de qualité traitant du thème abordé ici, merci de compléter l'article en donnant les références utiles à sa vérifiabilité et en les liant à la section « Notes et références ».
Le Mazda Telecom Delivery est un concept-car du constructeur automobile japonais Mazda, présenté au salon de Tokyo en 1985.
Il s'agit d'un camion utilitaire léger de type van destiné aux livraisons, sa principale innovation réside dans l'utilisation d'un ordinateur de bord permettant la navigation à l'aide d'une carte numérique enregistrée à une époque ou le système GPS n'était pas encore disponible.